# Casper Jacobsen
Casper Jacobsen (født 12. juli 1979) er en tidligere professionel fodboldspiller fra Danmark.
Han har i mange år været reservemålmand i AaB, AGF og Viborg FF.

## Klubkarriere
I 2007 tog han til den islandske klub Breiðablik UBK hvor han var i to sæsoner, inden han vendte hjem til Viborg og Søndermarken i vinteren 2008 og spillede i Jyllandsserien i foråret 2009.
Sommeren 2009 skulle byde på nye udfordringer til Jacobsen. Han blev hentet til Vejle Boldklub på en 1-årig deltidskontrakt, hvor han skulle være reservemålmand for Jimmy Nielsen, efter at klubbens daværende reservemålmand Kristian Fæste var blevet skadet.
Efter sidste kontrakt med Vejle Boldklub stoppede Jacobsen som professionel fodboldspiller. Derefter har han spillet seriefodbold i klubber ved Viborg.

## Landsholdskarriere
Jacobsen har spillet én kamp for det danske U-21 landshold. Den blev spillet den 16. august 2000 på Ismet Pasa Stadium i Kocaeli, hvor Danmark tabte 0-2.